# Украинец, Владислав Петрович
Владисла́в Петро́вич Украи́нец (укр. Українець Владислав Петрович; 5 декабря 1999, Хмельник, Винницкая область — 24 февраля 2022, Антоновка, Херсонская область) — лейтенант Вооружённых сил Украины и участник боевых действий против ВС РФ в 2022 году.
Окончил Национальную академию сухопутных войск имени гетмана Петра Сагайдачного во Львове (2020), получив звание лейтенанта и распределение в 59-ю отдельную мотопехотную бригаду имени Якова Гандзюка на должность командира взвода.
Служил командиром 2-го механизированного взвода механизированной роты воинской части А2960.
Погиб 24 февраля при прорыве на Антоновском мосту, Херсонской области, прикрывая уход своих частей при наступлении противника.
У В.Украинца осталась жена, сын и родители.

## Награды
- 2 марта 2022 года — за личное мужество и героизм, проявленные в защите государственного суверенитета и территориальной целостности Украины, верность военной присяге — присвоено звание «Герой Украины» с удостоением ордена «Золотая Звезда» (посмертно).